# Dernières Nouvelles d'Alsace
Pour les articles homonymes, voir Dernières Nouvelles (homonymie) et DNA.
Les Dernières Nouvelles d'Alsace, usuellement appelées DNA, est un quotidien régional français en Alsace.
Il est fondé le 1er décembre 1877 sous le nom de Straßburger Neueste Nachrichten par Heinrich Ludwig Kayser, un imprimeur et éditeur allemand.
C'est aujourd'hui l'un des plus anciens titres de la presse quotidienne régionale en France.
Sa diffusion s'étend sur l'ensemble du territoire alsacien (Bas-Rhin et Haut-Rhin) et en fait le quotidien le plus lu dans cette région, avec une audience de plus de 550 000 lecteurs en moyenne chaque jour.
Les Dernières Nouvelles d'Alsace est également lu dans le département voisin des Vosges, très lié à l'Alsace.
Le journal est une filiale du Groupe Ebra. Il est entièrement détenu par la banque Crédit Mutuel.

## Histoire

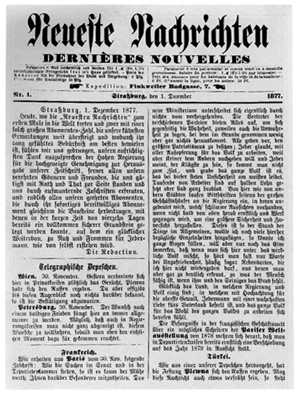
La une du premier numéro du 1 décembre 1877.

Le premier numéro des Neueste Nachrichten fut créé en 1877 à Strasbourg par H.L. Kayser. De 1877 à 1891, les Neueste Nachrichten étaient installés au no 7 rue du Bain-Finkwiller. À l'origine, ce journal était un hebdomadaire allemand gratuit, puis est devenu, en 1878, un quotidien payant. L'impression du journal s'est faite en relief (typographie) jusqu'à l'installation de la première rotative en 1911.
Le siège des DNA est installé rue de la Nuée-Bleue à Strasbourg depuis 1891. Sur la façade est installé un coq, célébration de la victoire française en 1918, poussant trois « cocoricos » chaque midi. Il sera démonté en 1939, puis posé à nouveau en 1944.
L'année 1921 marque la première édition française à Strasbourg, sous le nom de Les Dernières nouvelles de Strasbourg et l'implantation du journal dans le Haut-Rhin, à Colmar (Les Dernières nouvelles de Colmar). De 1928 à 1939 paraît une édition extra-régionale intitulée Les Dernières nouvelles d'Alsace et de Lorraine.
En septembre 1939, après le début de la Seconde Guerre mondiale, la ville de Strasbourg est vidée de sa population civile, de peur des bombardements allemands. Les Dernières nouvelles de Strasbourg est publié depuis Bordeaux à partir d'octobre. Le 22 juin 1940, le journal prend le nom de Journal des réfugiés de la région du Sud-Ouest et paraît jusqu'en août. Pendant ce temps, en Alsace, les machines rue de la Nuée Bleue sont réquisitionnées par les nazis pour publier un quotidien de propagande[réf. souhaitée].

Logo du journal jusqu'en 2022

Le journal reprend sa parution en janvier 1945. En 1952, une nouvelle loi oblige la presse à un jour de non parution par semaine. Ce fut alors l'occasion de créer un nouveau titre avec une coloration « sports » : les Dernières Nouvelles du Lundi. Dès 1962, les DNA commencent à développer des agences dans le sud de l'Alsace (Mulhouse, Saint-Louis, Thann et Altkirch). En 1977, le journal est imprimé pour la première fois en offset, grâce à un procédé chimique encre/eau. La composition au plomb disparaîtra complètement en 1989.
Du temps de la République démocratique allemande, une des astuces des Berlinois de l'Est pour s'informer sans censure de l'actualité, était de se rendre au centre culturel français qui proposait la consultation sur place de la presse française, et de demander la version en langue allemande des DNA.
Les DNA sont l'un des premiers quotidiens régionaux français disponible sur Internet, dès 1995. À cette époque, moins de 2 % des foyers français sont alors équipés en accès internet. En 2006, une nouvelle rotative Wifag E371 est installée au siège du journal. Les travaux ont duré plus d'un an, pour un coût de 10 millions d'euros. S'ensuivit une nouvelle maquette du journal en 2011 avec des cahiers en couleurs.
L'édition bilingue quotidienne des DNA a été supprimée début 2012.
En janvier 2012, les DNA ont intégré le pôle Presse du Crédit mutuel composé de quotidiens régionaux de l'est de la France : les DNA, l'Alsace, l'Est républicain, Vosges Matin, Le Bien public, Le Journal de Saône-et-Loire, le Journal de la Haute-Marne, Le Dauphiné libéré, le Progrès et le Républicain lorrain.
Un technicien employé aux Dernières Nouvelles d'Alsace se suicide le 5 décembre 2019 en se jetant du toit. La dégradation des conditions de travail est mise en cause par les autres salariés.

### Rédaction
Environ 136 journalistes répartis en 18 rédactions collectent quotidiennement les informations régionales et un bureau parisien d'une dizaine de journalistes collecte l'information nationale et internationale. Des correspondants à l'étranger et des agences de presse généralistes et spécialisées viennent compléter les sources de l'information, au même titre qu'environ 1 400 correspondants locaux.
Les informations sont hiérarchisées en fonction de leur thématique (région, économie, culture, société, sport) et de leur géographie (éditions régionales, départementales, locales). Les photographies venant illustrer l'information régionale proviennent des photographes professionnels de l'entreprise, des journalistes en agence et des correspondants de presse. Des agences et sites spécialisés fournissent les photos relatives aux informations générales.

### Contenus
362 numéros des DNA paraissent chaque année, avec une quarantaine de pages quotidiennes réparties en 4 cahiers : informations générales, informations régionales, sports, informations locales. Il existe 17 éditions locales. Le format du journal est de type berlinois, soit 307,5 mm sur 470 mm. Selon ONE cumul 2013/2014, LNM OJD 2014, la diffusion des DNA est de 156 741 exemplaires par jour et l'audience est de 555 000 lecteurs par jour. Les DNA sont diffusées principalement par portage au domicile avant 7 h le matin. Près de 86 % des lecteurs sont des abonnés portés, près de 3 % des lecteurs sont des abonnés postés et environ 11 % des lecteurs achètent leur journal au numéro. Ainsi, l'Alsace est la 2e région de France, après la Bretagne, avec un taux de lecture proche de 50 %. Chaque jour, les lecteurs ont un rendez-vous thématique : TV Magazine, Version Fémina, DNA Emploi, DNA Immo.

### Numérique
Site internet : 6.1 millions de pages vues par mois, 2.4 millions de visites par mois. Par jour, il y a 94 000 visites et 321 000 pages vues sur le site éditorial dna.fr. Par jour, il y a 33 000 visites et 117 000 pages vues sur le site éditorial via les appareils mobiles.

## Informations financières
En 2018 le journal a réalisé un chiffre d'affaires de 79 499 900 € avec 501 collaborateurs et enregistré une perte de plus de 3 millions d'euros

## Diffusion

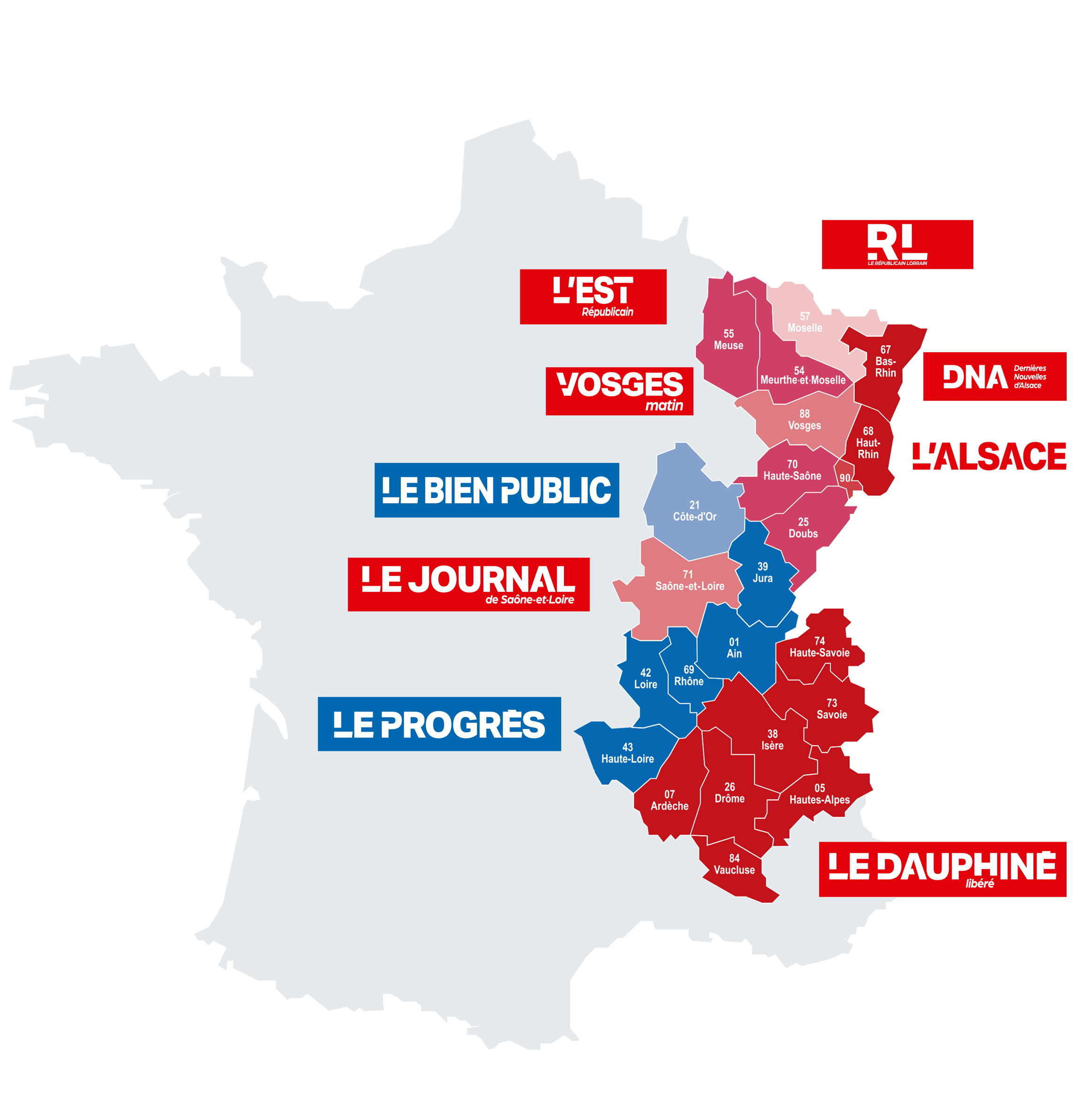
Carte de la zone géographique de couverture des titres EBRA.

| Année | Diffusion totale payée | Diffusion totale |
| ----- | ---------------------- | ---------------- |
| 2005  | 187 788                | 191 743          |
| 2006  | 182 864                | 186 740          |
| 2007  | 179 401                | 183 187          |
| 2008  | 176 682                | 180 355          |
| 2009  | 175 199                | 178 784          |
| 2010  | 171 883                | 175 201          |
| 2011  | 168 238                | 171 470          |
| 2012  | 163 928                | 167 110          |
| 2013  | 157 931                | 161 025          |
| 2014  | 153 746                | 156 741          |
| 2015  | 149 090                | 152 049          |
| 2016  | 144 886                | 147 685          |
| 2017  | 140 767                | 143 324          |
| 2018  | 136 944                | 139 161          |

## Équipe de direction
- Président : Philippe Carli
- Directeur général, directeur de la publication : Laurent Couronne
- Rédacteur en chef : Frédéric Vézard
- Directeur des ventes : Florent Bauduin
- Directeur de la régie publicitaire : Mickaël Benoist